# Komet (Heraldik)

Steigender Komet: Coume

Der Komet, oder Schweifstern, ist in der Heraldik eine gemeine Figur und somit eine Wappenfigur.
Dargestellt wird ein Stern mit einem angesetzten stilisierten Schweif in der Art von einem Strahlenbündel. Alle heraldischen Farben sind zugelassen, aber Silber und Gold dominieren. Sehr selten sind zwei oder mehrere Kometen im Wappen.
Unterschieden wird in der Heraldik zwischen der französischen und der deutsch/österreichischen Darstellung. Der französische Komet wird überwiegend mit einem fünfzackigen Stern, der andere Stern ist vorwiegend sechszackig.
Im Wappenschild wird in steigenden/aufsteigenden und fallenden Kometen unterschieden. Hier ist die Lage des Kometenschweifes zum Stern von Bedeutung und ob dieser zum Schildfuß oder zum Schildhaupt zeigt. Der Schweif wird geflammt, gewellt, gerade, geschlängelt oder strahlend dargestellt. Bei der Wappenbeschreibung ist die Schweifgestaltung zu beachten. Die flammende Darstellung ist zum Beispiel durch einen eindeutigen Rand gekennzeichnet.

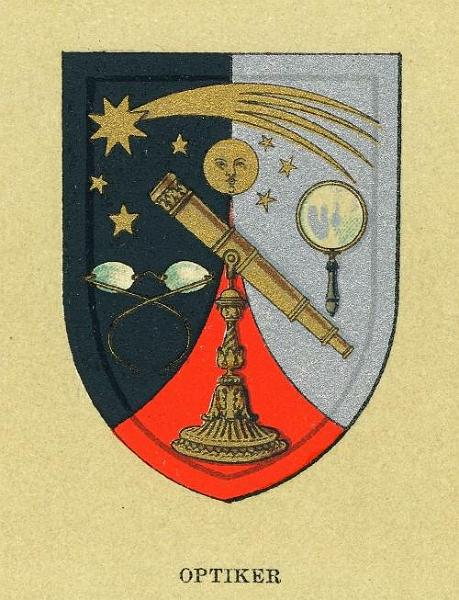
Wiener Gewerbewappen der Optiker
Arguel (Doubs)
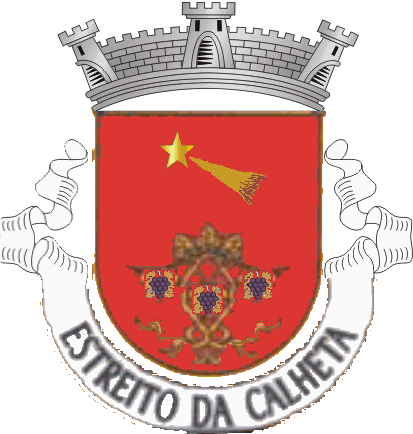
Estreito da Calheta
Fallender Komet: Krähenberg
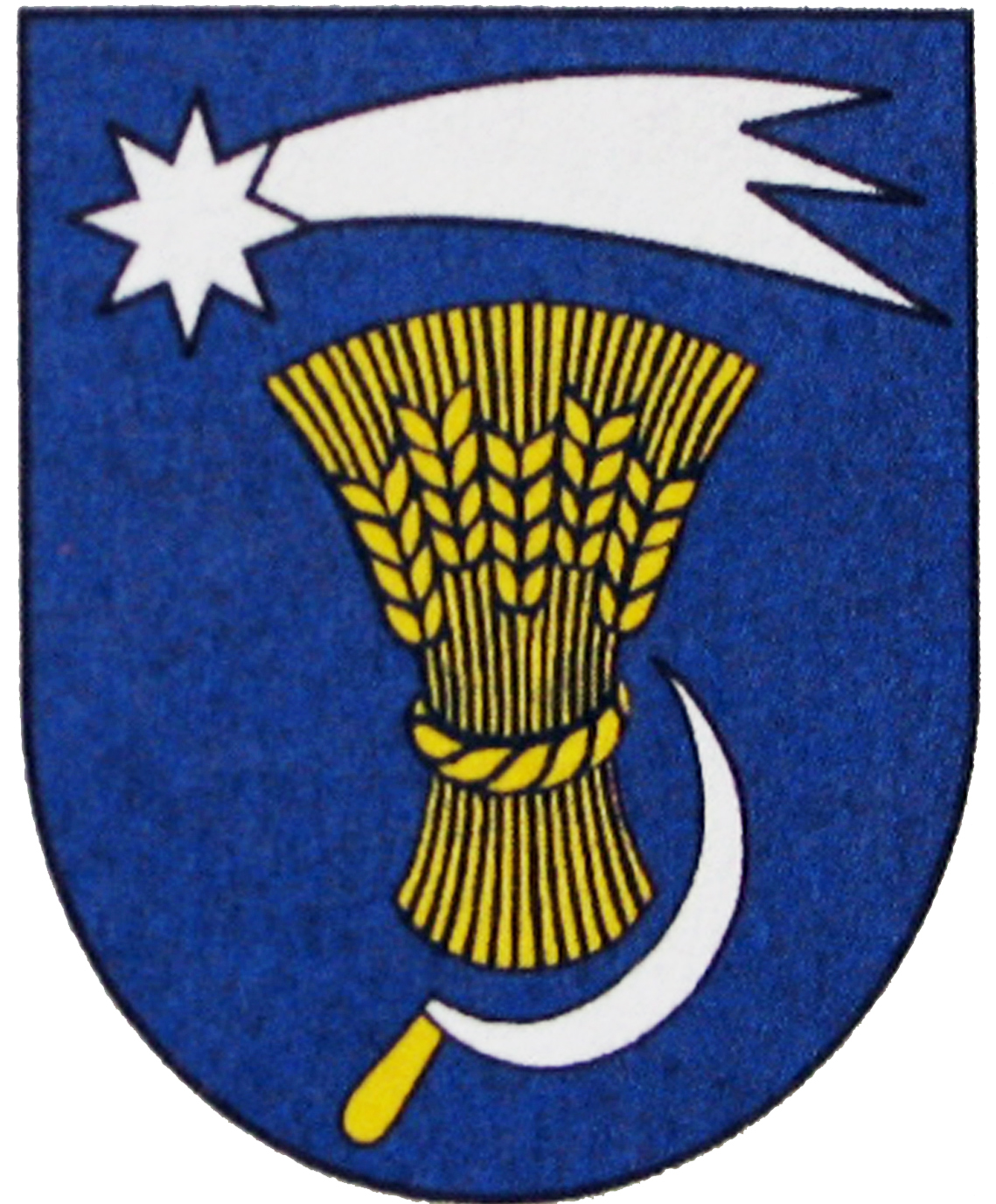
Kračúnovce
Rossano Veneto